# 57. Division (Japanisches Kaiserreich)
Die 57. Division (jap. 第57師団, Dai-gojūnana Shidan) war eine Division des Kaiserlich Japanischen Heeres, die 1940 aufgestellt und 1945 aufgelöst wurde. Ihr Tsūshōgō-Code (militärischer Tarnname) war Inneres-Division (奥兵団, Oku-heidan).

## Geschichte der Einheit
Die 57. Division wurde am 10. Juli 1940 als Typ A „Verstärkte“ Division als Triangulare Division aufgestellt und bestand hauptsächlich aus der 57. Infanterie-Brigade (52., 117. und 152. Regiment) sowie dem 57. Aufklärungs-Regiment, der 57. Divisions-Artillerie-Gruppe und dem 57. Pionier- und Transport-Regiment. Das Hauptquartier der ca. 25.000 Mann starken Division lag in Hirosaki, Japan.
Während des seit 1937 tobenden Zweiten Japanisch-Chinesischen Krieges wurde die 51. Division Mitte 1941 in die Mandschurei versetzt und dort der 3. Armee der Kwantung-Armee unterstellt. Stationiert in Bei’an war es primär als Garnisonseinheit eingesetzt und war an keinen Kampfhandlungen beteiligt.
Gegen Ende des Zweiten Weltkrieges wurde die Division in Antizipation einer alliierten Landung (Operation Downfall) nach Japan verlegt und unterstand dort der 56. Armee auf Kyūshū.
Im September 1945 wurde die 57. Division aufgelöst.

## Gliederung
Die 57. Division wurde als Typ A „Verstärkte“ Division als Triangulare Division wie folgt aufgestellt:
- 57. Infanterie-Divisions-Stab (ca. 410 Mann)
  - 57. Infanterie-Brigade Stab  (ca. 100 Mann)
    - 52. Infanterie-Regiment (ca. 4830 Mann)
    - 117. Infanterie-Regiment (ca. 4830 Mann)
    - 152. Infanterie-Regiment (ca. 4830 Mann)

  - 57. Aufklärungs-Regiment
    - Stab (ca. 30 Mann)
    - beritten (ca. 300 Mann)
    - Typ-92-Tanketten (ca. 100 Mann)
    - 1. motorisierte Kompanie (ca. 160 Mann)
    - 2. motorisierte Kompanie (ca. 160 Mann)
    - Versorgungs-Kompanie (ca. 100 Mann)

  - 57. Divisions-Artillerie-Gruppe, Stab (ca. 178 Mann)
    - 57. Feldartillerie-Regiment Stab (ca. 265 Mann)
    - 1. Bataillon (8 × 75-mm-Geschütze, 4 × 105-mm-Haubitzen (ca. 685 Mann))
    - 2. Bataillon (8 × 75-mm-Geschütze, 4 × 105-mm-Haubitzen (ca. 685 Mann))
    - 3. Bataillon (8 × 75-mm-Geschütze, 4 × 105-mm-Haubitzen (ca. 685 Mann))

  - 57. Pionier-Regiment (ca. 900 Mann)
  - 57. Signal- und Fernmelde-Einheit (ca. 220)
  - 57. Transport-Regiment (ca. 2820 Mann)
  - 57. Versorgungs-Kompanie (ca. 185 Mann)
  - 57. Feldhospital (Drei Feldhospitäler mit jeweils ca. 250 Mann)
  - 57. Wasserversorgungs- und -aufbereitungs-Einheit (ca. 160 Mann)
  - 57. Veterinär-Hospital (ca. 100 Mann)
  - 57. Sanitäts-Einheit (ca. 1000 Mann)

Gesamtstärke: ca. 24.565 Mann

## Führung
Divisionskommandeure
- Itotomo Tsuyoshi, Generalleutnant: 10. Juli (1. August ?) 1940 – 15. Oktober 1941
- Kusumoto Sanetaka, Generalleutnant: 15. Oktober 1941 – 11. März 1943
- Uemura Mikio, Generalleutnant: 11. März 1943 – 23. März 1945
- Yano Masao, Generalleutnant: 23. März 1945 – September 1945